# Jim McInally
Jim McInally, né le 19 février 1964 à Glasgow (Écosse), est un footballeur écossais, qui évoluait au poste de milieu de terrain à Dundee United et en équipe d'Écosse. 
McInally n'a marqué aucun but lors de ses dix sélections avec l'équipe d'Écosse entre 1987 et 1993.

## Carrière
- 1982-1984 : Celtic FC
- 1984 : Dundee FC
- 1984-1986 : Nottingham Forest
- 1986 : Coventry City
- 1986-1995 : Dundee United
- 1995-1996 : Raith Rovers
- 1996-1997 : Dundee United
- 1997-1999 : Dundee FC
- 1999 : Sligo Rovers
- 2000 : East Fife

## Palmarès

### En équipe nationale
- 10 sélections et 0 but avec l'équipe d'Écosse entre 1987 et 1993.

### Avec Dundee United
- Finaliste de la Coupe UEFA en 1987.
- Vainqueur de la Coupe d'Écosse de football en 1994.

### Avec Dundee FC
- Vainqueur du Championnat d'Écosse de football D2 en 1998.